# Jim McIlvaine
Pour les articles homonymes, voir McIlvaine.
James Michael McIlvaine, né le 30 juin 1972 à Racine au Wisconsin, est un ancien joueur américain de basket-ball. Il évolue durant sa carrière au poste de pivot.